# Juan Velasco Alvarado
Juan Francisco Velasco Alvarado (Piura, 16 juni 1910 – 24 december 1977) was een Peruviaanse legergeneraal, die van 1968 tot 1975 over Peru heerste onder de titel van "President van de Revolutionaire Overheid."

## Biografie

### Jonge jaren
Velasco werd geboren als zoon van Manuel José Velasco en Clara Luz Alvarado. Hij was een van 11 kinderen van dit echtpaar. Hij trouwde later met Consuelo Gonzáles Arriola.
In 1929 nam hij dienst bij het Peruviaanse leger. Vanwege zijn uitstekende discipiline werd hij geselecteerd om naar de Chorrillos Military School te mogen. In 1934 studeerde hij af aan deze school. Hij hield in de jaren erop nauwe contacten met enkele van zijn militaire collega's.

### Militaire revolutie en dictatuur
Op 2 oktober 1968 greep Velasco middels een militaire staatsgreep de macht. Daarmee verdreef hij de democratisch verkozen president Fernando Belaúnde, onder wiens bevel hij had gediend. Kort na zijn machtsovername liet Velasco het leger de La Brea y Pariñas olievelden innemen, waar al enige tijd onenigheid over bestond.
Velasco wilde omstandigheden in het land beter maken voor de armen. Hij nationaliseerde gehele industrieën en vergrootte de macht van de overheid over economische activiteiten door de genationaliseerde bedrijven een monopoliestatus te geven. Tevens liet hij een groot landbouwprogramma doorvoeren door veel grootgrondbezitters te onteigenen.
Velasco's hervormingen werkten echter averechts. Het land kreeg te kampen met een grotere buitenlandse schuld. Het landbouw- en visserijprogramma bleek ook niet perfect; er ontstond overbevissing en door het onteigenen van de grootgrondbezitters begonnen steeds meer kleine boeren voor zichzelf. Deze hadden vaak niet veel ervaring, waardoor de opbrengst van de landbouw hard achteruit liep. Ook had Peru tijdens Velasco's bewind een gespannen relatie met de Verenigde Staten. Allereerst over het feit dat Velasco de olievelden had laten innemen tegen afspraken met de International Petroleum Company (IPC) in. Hoewel deze situatie uiteindelijk werd opgelost, bleef de toestand gespannen.
De laatste grote klap kwam toen Peru in 1972 werd getroffen door El Niño.

### Mobilisatie tegen Chili
Een van Velasco's andere grote doelen was voormalig Peruviaans grondgebied terug veroveren van Chili. Dit land was door Chili veroverd in de 'Oorlog van de Grote Oceaan'. Voor deze plannen ontving Velasco steun van de Sovjet-Unie.
Volgens verschillende bronnen kocht Velasco's overheid tussen de 600 en 1200 tanks van het type T-55, Armoured personnel carriers, 60 tot 90 Sukhoi 22-gevechtsvliegtuigen en 500.000 geweren. Wegens Velasco's plannen vond er in 1976 een ontmoeting plaats tussen de Amerikaanse minister van buitenlandse zaken Henry Kissinger en de Chileense president Augusto Pinochet. Chili had zelf op dat moment te kampen met zware financiële problemen en was niet in staat om ook te mobiliseren.
Tot een aanval kwam het echter niet, omdat Velasco werd afgezet.

### Omverwerping
De economische problemen die ontstonden door Velasco's politiek, zoals inflatie, werkloosheid en voedseltekorten, zorgen voor toenemende onrust en chaos. Op 29 augustus 1975 vond er een staatsgreep tegen Velasco plaats. Militaire leiders van de 1e, 2e, 3e, 4e, en 5e militaire regio's waren van mening dat Velasco had gefaald in het bereiken van zijn doelstellingen.
Het jaar voor zijn omverwerping had Velasco ook al te kampen met gezondheidsproblemen. Hij had onder andere een been verloren door embolie. Ten tijde van de staatsgreep bevond Velasco zich in het presidentiële winterverblijf in Chaclacayo. Na de staatsgreep werd hij meteen naar een bijeenkomst geroepen van alle hoge ministers, maar ontdekte dat er niets meer was dat hij kon doen.
Op 29 augustus 1975 hield Velasco zijn laatste toespraak, waarin hij bekendmaakte zich niet tegen de staatsgreep te verzetten, omdat volgens eigen zeggen "Peruvianen niet tegen elkaar kunnen strijden". Hij werd opgevolgd door premier Francisco Morales Bermúdez, die de democratie herstelde.
Velasco behield tot aan zijn dood in 1977 een lage functie in de Peruviaanse politiek. Hij overleed op 67-jarige leeftijd.